# Myszołów (zwyczajny)
Myszołów (zwyczajny) (Buteo buteo) – gatunek dużego ptaka drapieżnego z rodziny jastrzębiowatych (Accipitridae). Zamieszkuje Eurazję, swoje główne zimowiska ma w zachodniej i południowej Europie, na Bliskim Wschodzie oraz w południowej i wschodniej Afryce.

## Systematyka
Międzynarodowy Komitet Ornitologiczny wyróżnia obecnie (2021) sześć podgatunków B. buteo. Dawniej za podgatunki myszołowa uznawano myszołowa amurskiego (B. japonicus), myszołowa himalajskiego (B. refectus syn. B. burmanicus), a także kilka innych taksonów traktowanych obecnie jako osobne gatunki, podgatunki innych gatunków lub uznanych za nieważne.

## Występowanie
Zamieszkuje lasy strefy umiarkowanej Europy i Azji oraz wysp na wschodnim Atlantyku. Rozmieszczenie w zależności od podgatunku:
- Buteo buteo insularum – Wyspy Kanaryjskie i Azory.
- Buteo buteo harterti – Madera.
- Buteo buteo pojana – Korsyka, Sardynia, Sycylia, środkowe i południowe Włochy.
- myszołów (zwyczajny), myszołów[4] (Buteo buteo buteo) – Europa, na wschodzie po Szwecję, Polskę, Rumunię, ponadto Turcja. Zimuje na południu zasięgu, nieregularnie jeszcze bardziej na południe aż po zachodnią Afrykę.

W Polsce średnio liczny ptak lęgowy, stosunkowo najbardziej rozpowszechniony spośród wszystkich ptaków drapieżnych, jednak lokalnie bywa nieliczny. Gniazduje tu około 48–55 tysięcy par. Można go spotkać w całym kraju, również na wyżynach i w górach. Na zachodzie kraju zasiedla głównie krajobraz rolniczy. Na obszarach o największym zagęszczeniu na 100 km² znajduje się 90 par lęgowych. Przybywa do Polski też w czasie przelotów, od końca lutego do marca, połowy kwietnia, i jesienią od września do listopada, a nawet do pierwszych dni grudnia. Migrują wtedy przez kraj ptaki z północnej i północno-wschodniej Europy, najliczniej wzdłuż Wybrzeża (zdarzały się przypadki stwierdzeń 100–200 osobników w ciągu jednego dnia), dolin rzecznych i górskich przełęczy. Przeloty w głębi lądu są mniej zauważalne. Jest ptakiem częściowo wędrownym, niektóre osobniki pozostają na zimę w kraju, inne we wrześniu odlatują do południowo-zachodniej Europy, np. Francji. Najchłodniejszą porę roku większość pozostałych drapieżników spędza w zachodniej Polsce, dużo rzadziej w północno-wschodniej.
W historii polskiej ornitologii zapisała się zima roku 1989, kiedy w okolicach Wizny nad Narwią na powierzchni 10 km² znalazły się 164 myszołowy. Była to rekordowa liczba zimujących ptaków, które skupiły się w nietypowym jak na tę porę roku regionie.
- myszołów kaukaski[4] (Buteo buteo menetriesi) – wschodnia Turcja przez Kaukaz do północnego Iranu.
- myszołów wschodni[4] (Buteo buteo vulpinus) – północna i wschodnia Europa, Azja Środkowa. Zimuje głównie we wschodniej i południowej Afryce oraz w południowej Azji. W Polsce dawniej sporadycznie gniazdował, obecnie zalatuje.

## Charakterystyka

### Cechy gatunku
Myszołów to najpospolitszy i najbardziej rozprzestrzeniony średniej wielkości ptak szponiasty Europy. Charakteryzuje go krępa budowa ciała, szerokie, zaokrąglone skrzydła oraz krótki, szeroki ogon. Samica nieco większa od samca, ale obie płci ubarwione jednakowo. Upierzenie jest na tyle zmienne, że trudno znaleźć dwa identycznie upierzone ptaki. W zależności od podgatunku i odmiany barwnej (polimorfizm wewnątrz podgatunku o szerokiej skali form przejściowych) ubarwiony od jasnokremowego po ciemnobrunatny. Można spotkać nawet białe ptaki z ciemnymi plamami na nadgarstkach i ciemno obwiedzionymi skrzydłami.

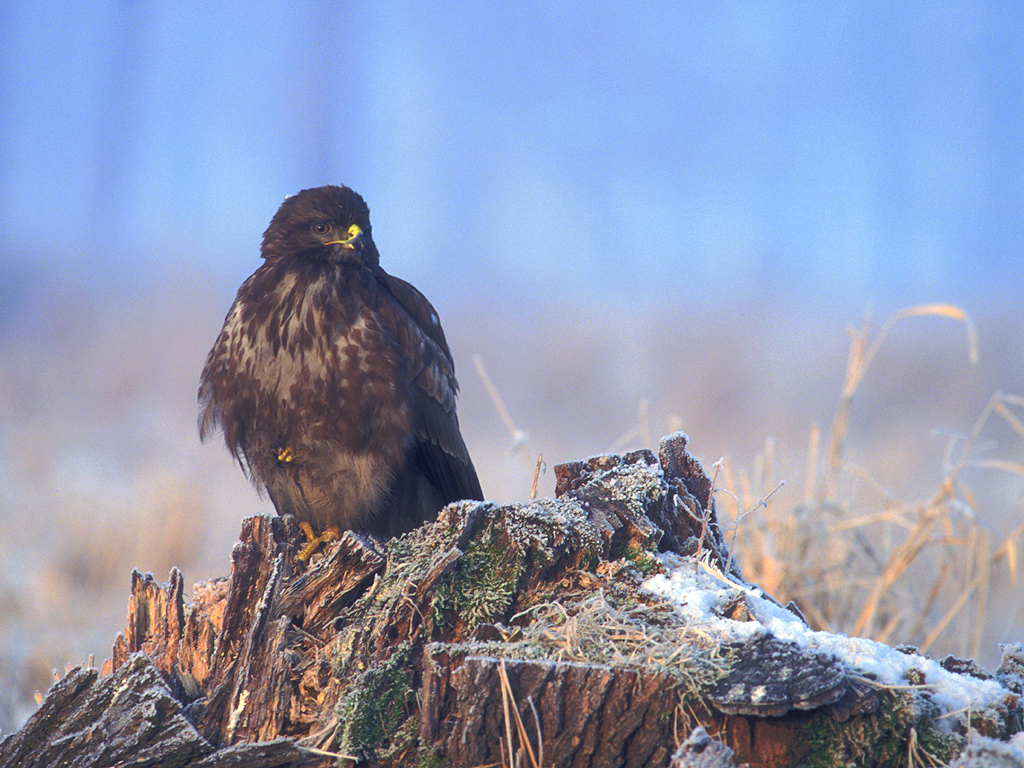
Forma ciemna

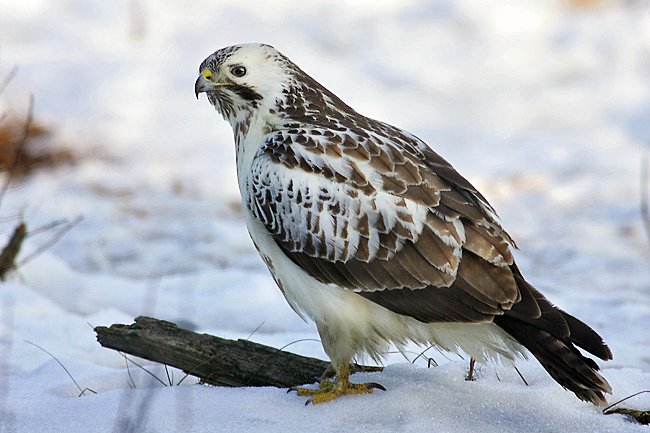
Forma jasna

Wierzch jest ciemniejszy od spodu. Dziób ciemny (popielaty) na końcu czarny o żółtej woskówce, krótka szyja, nogi żółte z upierzonym tylko w górnej części skokiem. U dorosłych tęczówka ciemnobrązowa, u młodych piwna. Na piersi jasna plama w kształcie podkowy (może nie być widoczna u jasno ubarwionych osobników). Lotki i sterówki prążkowane. Szerokie, zaokrąglone skrzydła trzyma w locie lekko uniesione na kształt litery V, a krótki ogon jest wachlarzowato rozłożony. Nadaje mu to zwartą sylwetkę. W powietrzu może poruszać się dość ociężale, jednak potrafi sprawnie wykorzystywać prądy powietrza do szybowania. Wypatrując zdobyczy potrafi również zawisać w powietrzu trzepocząc skrzydłami, podobnie jak to czynią m.in. pustułka i myszołów włochaty, jednak zdarza mu się to rzadziej od wymienionych gatunków. Wędruje indywidualnie lub w grupach liczących do 30 osobników. Pierzenie odbywa od marca do listopada.

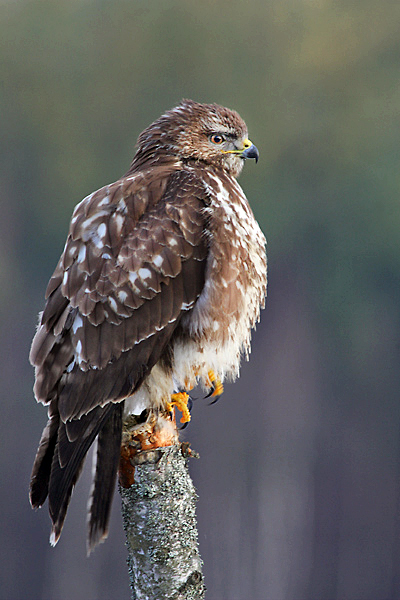
Wypatrujący zdobyczy myszołów

Wymiary średnie

długość ciałaok. 50–57 cm
- w tym czaszki

7,6 cm
- dzioba

2,8 cm
rozpiętość skrzydeł110–135 cm
długość ogona19,5–23,5 cm
Masa ciała
0,6–1,2 kg

## Biotop
Otwarte tereny w pobliżu lasu lub ze śródpolnymi zadrzewieniami, kępami i szpalerami drzew, gdzie gniazduje. Preferuje ich obrzeża lub kompleksy bardziej rozrzedzone. Miejscem polowań są głównie pola, łąki, stepy, bagna na nizinach i terenach górskich. Spotykany też w wiejskich parkach. Pierwotnym siedliskiem myszołowa były położone w głębi fragmenty obszarów leśnych, gdzie niektóre z nich również obecnie tam przebywają. Jest jednym z najczęściej widywanych ptaków w trakcie jazdy samochodem, przesiaduje na przydrożnych drzewach i słupach.
Ponieważ jest ptakiem częściowo wędrownym, część osobników znajduje się na lęgowiskach zimą.

## Okres lęgowy

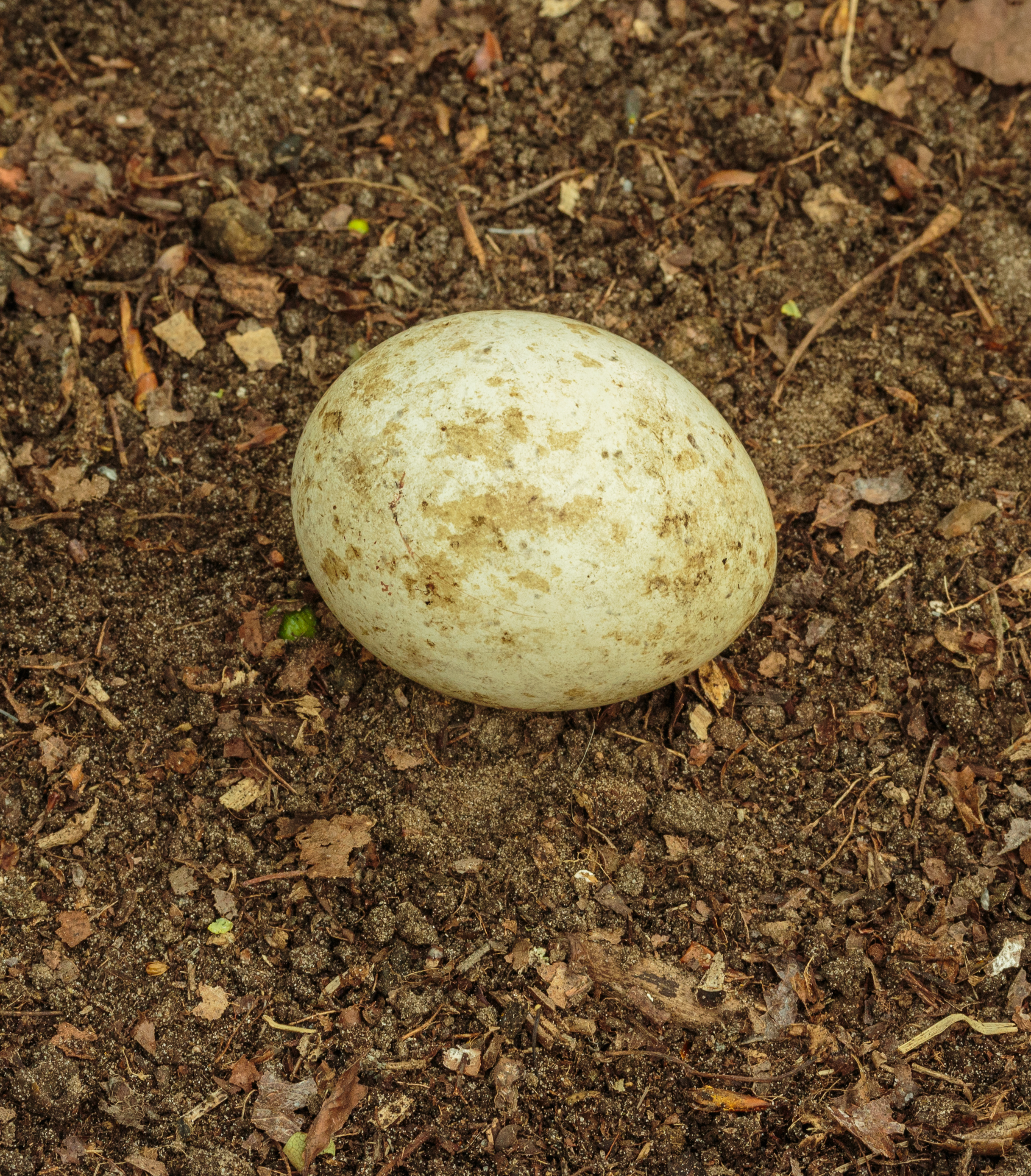
Jajo myszołowa

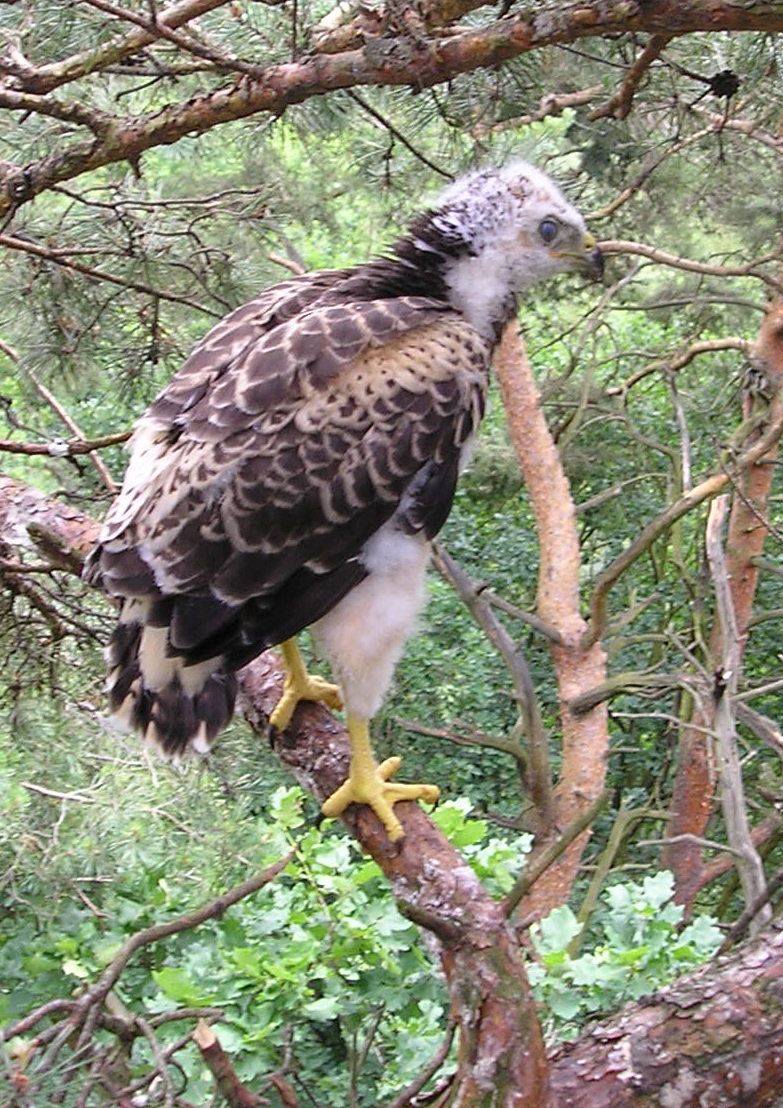
Świeżo opierzone młode zaraz po opuszczeniu gniazda

### Toki
Podczas łączenia się w pary wiosną ptaki wykonują imponujące loty na dużych wysokościach. W trakcie tego podniebnego krążenia co jakiś czas pikują pionowo na ziemię. W ten sposób wyznaczają obszar swego terytorium i przy okazji odstraszają inne myszołowy. Słychać jednocześnie ich daleko niosący się przeciągły głos, przypominający miauczenie, podobne do „hije-hije-hije” (sójka potrafi go naśladować, więc może być źle interpretowany). Wyżej i dłużej odzywa się samica, krótszy i niższy jest głos samca. Rzadziej usłyszeć można słabe „gek-gek-gek”. W późniejszym okresie gniazdowania myszołowy prowadzą już mniej rzucający się w oczy tryb życia, bardziej związany z kompleksami leśnymi. Są bowiem ptakami płochliwymi. Monogamiczne pary są sobie wierne przez długi czas, czasem nawet do końca życia.

### Gniazdo
Znajduje się na skraju lasu lub w małej kępie drzew. Miejsca na lęg wybierane są w połowie kwietnia, a umieszczone na drzewie, w pobliżu pnia lub przy rozwidleniu gałęzi, najczęściej na dużej wysokości. Mają średnicę ok. 1 metra. Od spodu uwite z gałęzi i patyków, wewnątrz wysłane wrzosem, trawą lub sierścią zwierząt, niekiedy małymi, zielonymi gałązkami sosny lub świerku. Ma kolisty kształt. Gniazda są zwykle wykorzystywane przez kilka lat, co powoduje powstawanie rozbudowanych półmetrowych (pod względem wysokości) niedostępnych konstrukcji. Tylko wyjątkowo zakłada gniazdo na pojedynczych drzewach.
Uważa się, że jest to jeden z najmniej wybrednych krajowych ptaków pod względem wyboru miejsca na lęgowisko.

### Jaja
W ciągu roku wyprowadza jeden lęg w kwietniu lub maju, składając 2 do 4 jaj o różnym ubarwieniu, zwykle koloru białawego lub zielonawego, mniej lub bardziej upstrzonych szaro-fioletowymi, żółtawymi, rdzawymi i ciemnobrązowymi plamami. Mają wymiary około 55,8 na 44,6 mm. Na wielkość lęgu oraz sukces lęgowy wpływa liczebność populacji myszy polnych na danym terenie.

### Wysiadywanie i pisklęta

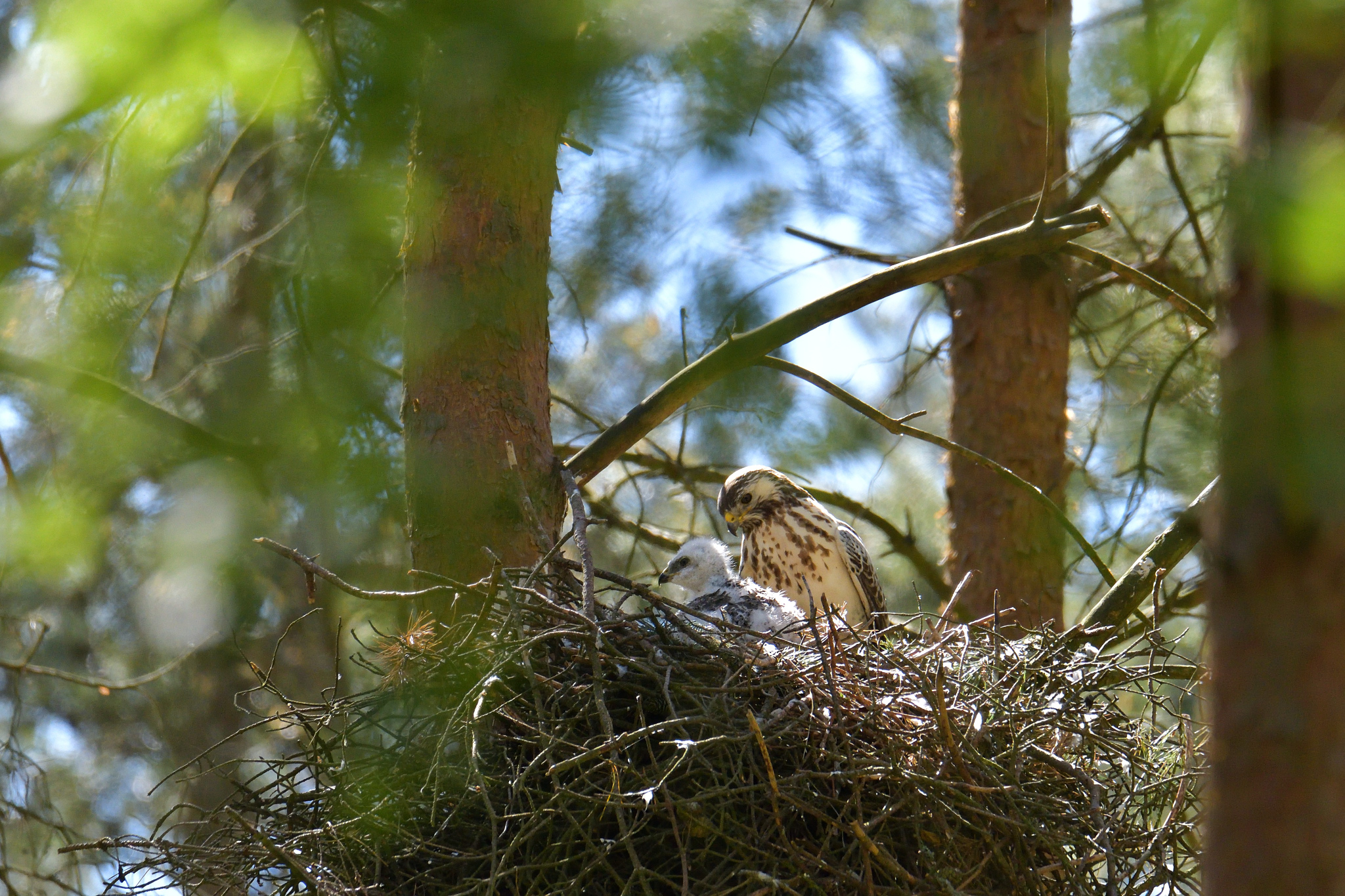
Młode myszołowa w gnieździe.

Jaja wysiadywane są przez okres około 30–35 dni przez obydwoje rodziców, którzy po wykluciu karmią swe młode. Młode jako rzekome gniazdowniki są opierzone popielatym puchem. Pisklęta opuszczają gniazdo po około 45–50 dniach. Gdy to się stanie obserwować można szybujące nad łąkami lub lasami rodziny myszołowów.

Najdłużej żyjący myszołów, którego wiek oznaczył człowiek, miał 24 lata.

## Pożywienie
Drobne kręgowce chwytane na ziemi. Jeśli ma okazję, zjada padlinę. Wiele dyskutuje się na temat szkodliwości tego ptaka na działalność człowieka. Badania składu diety myszołowa dowiodły, że 70% pożywienia stanowią norniki zwyczajne, a tylko 30% mniejsze ptaki, krety, płazy, gady, dżdżownice, ślimaki i większe owady np. chrząszcze. Na ptaki, dochodzące do wielkości gołębia, poluje przeważnie w trakcie śnieżnych i srogich zim, gwałtownym atakiem z góry. Identyfikowano też resztki zwierzyny łownej m.in. resztki dzikich królików, kuropatw, bażantów i zajęcy (przeważnie zimą), ale ptak polował wtedy głównie na osobniki chore lub zjadał wcześniej już padnięte ofiary innych drapieżników. Potrafił też złowić nawet łasicę lub gronostaja. Niestrawione resztki pokarmu zwraca w postaci wypluwek.
Poluje na otwartych przestrzeniach, oddalając się od gniazda w czasie lęgów na kilka kilometrów. W czasie patrolu krąży wtedy nad ziemią i szybuje, co daje mu szerokie pole widzenia. Gdy wypatruje zdobyczy w powietrzu, zdarza mu się zawisać na chwilę (przy silnych poziomych podmuchach) i trzepotać skrzydłami. Kiedy ją upatrzy, nagle spada na nią z wysokości kilkunastu metrów. Obserwuje się go najczęściej przy zbiornikach wody, a także czatującego na ofiarę z wysokiego punktu w terenie, jak drzewo, słup, duży kamień; w czasie sianokosów z kolei na stogach siana, w ramach polowania z zasiadki. Zdobycze łapie z ziemi, chwyta i zabija rozszarpując szponami. Nie goni i nie chwyta ptaków w locie. Jesienią i zimą widuje się go w dużych grupach na odsłoniętych terenach łąk i niezaoranych pól uprawnych. Zimą częściej widuje się te drapieżne ptaki w okolicach dróg, które odwiedzają w poszukiwaniu potrąconych zwierząt oraz myszy zamieszkujących przydrożne zarośla. Tam szuka norników zwyczajnych, które są najczęstszym jego pokarmem. Gdy dane siedlisko jest bardzo bogate w gryzonie, może na nim żerować nawet kilkadziesiąt osobników (również zimą). Dzięki temu eliminują one liczebność szkodliwej dla człowieka drobnej zwierzyny. Nie przekłada się to jednak na nadmierne rozmnażanie myszołowów w takim środowisku, co często jest mylnie w ten sposób tłumaczone. Również je dotykają choroby i wypadki, a w ekosystemach, w których występują, ilość pokarmu przewyższa zdolności łowieckie drapieżników. Niszczenie gniazd przez człowieka lub celowe odstrzały nie są zatem uzasadnione.
Głównymi naturalnymi zagrożeniami dla tych ptaków są kuny leśne, puchacze, orły przednie i jastrzębie.

## Status, zagrożenia i ochrona
Międzynarodowa Unia Ochrony Przyrody (IUCN) uznaje myszołowa za gatunek najmniejszej troski (LC – least concern). Liczebność światowej populacji, obliczona w oparciu o szacunki organizacji BirdLife International dla Europy z 2015 roku, mieści się w przedziale 2,1–3,7 milionów dorosłych osobników. Globalny trend liczebności populacji uznaje się za stabilny.
W Polsce objęty ochroną gatunkową ścisłą. Na Czerwonej liście ptaków Polski został sklasyfikowany jako gatunek najmniejszej troski (LC). W latach 2013–2018 liczebność krajowej populacji lęgowej szacowano na 48–55 tysięcy par. Długoterminowy trend liczebności populacji (1980–2018) jest wzrostowy, ale w latach 2007–2018 liczebność lekko spadła.
Największe zagrożenia antropogeniczne dla myszołowów to intensywna gospodarka leśna, wycinanie zadrzewień śródpolnych, stosowanie szkodliwych środków ochrony roślin, zmniejszanie zróżnicowania krajobrazu rolniczego jak łączenie gruntów i likwidowanie miedz oraz nieużytków. Hodowcy gołębi i drobiu mylnie identyfikując go jako jastrzębia tępią myszołowy nielegalnie.